# Oreophasma
Oreophasma är ett släkte av insekter. Oreophasma ingår i familjen Phasmatidae.
Kladogram enligt Catalogue of Life:
| Oreophasma | \| \| Oreophasma exilis \| \| \| \| \| \| Oreophasma polyacanthum \| \| \| \| |
|            | \| \| Oreophasma exilis \| \| \| \| \| \| Oreophasma polyacanthum \| \| \| \| |
|            | Oreophasma exilis                                                             |
|            |                                                                               |
|            | Oreophasma polyacanthum                                                       |
|            |                                                                               |